# العلاقات الكويتية الجورجية
العلاقات الكويتية الجورجية هي العلاقات الثنائية التي تجمع بين الكويت وجورجيا.

## مقارنة بين البلدين
هذه مقارنة عامة ومرجعية للدولتين:
| وجه المقارنة                                              | الكويت        | جورجيا                          |
| --------------------------------------------------------- | ------------- | ------------------------------- |
| المساحة (كم2)                                             | 17.82 ألف     | 69.70 ألف                       |
| عدد السكان (نسمة)                                         | 4.14 مليون    | 3.72 مليون                      |
| الكثافة السكانية (ن./كم²)                                 | 232.32        | 53.37                           |
| العاصمة                                                   | مدينة الكويت  | تبليسي، كوتايسي                 |
| اللغة الرسمية                                             | اللغة العربية | اللغة الجورجية، اللغة الأبخازية |
| العملة                                                    | دينار كويتي   | لاري جورجي                      |
| الناتج المحلي الإجمالي (بليون دولار)                      | 120.13 مليار  | 15.16 مليار                     |
| الناتج المحلي الإجمالي (تعادل القوة الشرائية) بليون دولار | 290.53 مليار  | 35.68 مليار                     |
| الناتج المحلي الإجمالي الاسمي للفرد دولار أمريكي          | 29.30 ألف     | 3.79 ألف                        |
| الناتج المحلي الإجمالي للفرد دولار أمريكي                 | 73.25 ألف     |                                 |
| مؤشر التنمية البشرية                                      | 0.816         | 0.754                           |
| رمز المكالمات الدولي                                      | +965          | +995                            |
| رمز الإنترنت                                              | .kw           | .ge، .გე ‏                       |
| المنطقة الزمنية                                           | ت ع م+03:00   | ت ع م+04:00                     |

## منظمات دولية مشتركة
يشترك البلدان في عضوية مجموعة من المنظمات الدولية، منها:
| علم المنظمة | اسم المنظمة                   | تاريخ انضمام الكويت | تاريخ انضمام جورجيا |
| ----------- | ----------------------------- | ------------------- | ------------------- |
|             | يونسكو                        | 18 نوفمبر 1960      | 7 أكتوبر 1992       |
|             | مؤسسة التمويل الدولية         | 13 سبتمبر 1962      | 29 يونيو 1995       |
|             | مؤسسة التنمية الدولية         | 13 سبتمبر 1962      | 31 أغسطس 1993       |
|             | منظمة التجارة العالمية        | ?                   | 14 يونيو 2000       |
|             | الاتحاد البريدي العالمي       | ?                   | ?                   |
|             | الاتحاد الدولي للاتصالات      | 14 أغسطس 1959       | 7 يناير 1993        |
|             | الأمم المتحدة                 | 14 مايو 1963        | 31 يوليو 1992       |
|             | البنك الدولي للإنشاء والتعمير | 13 سبتمبر 1962      | 7 أغسطس 1992        |
|             | المنظمة الهيدروغرافية الدولية | ?                   | ?                   |

## وصلات خارجية
- موقع وزارة الخارجية الكويتية
- موقع وزارة الخارجية الجورجية